# San Martín de la Vega
San Martín de la Vega è un comune spagnolo di 11 635 abitanti situato nella comunità autonoma di Madrid.